# Taillades
Taillades är en kommun i departementet Vaucluse i regionen Provence-Alpes-Côte d'Azur i sydöstra Frankrike. Kommunen ligger i kantonen Cavaillon som tillhör arrondissementet Apt. År 2022 hade Taillades 1 998 invånare.

## Befolkningsutveckling
Antalet invånare i kommunen Taillades
| Referens: INSEE |